# Mäyränlammi
Mäyränlammi este o arie protejată (arie specială de conservare — SAC, sit de importanță comunitară — SCI) din Finlanda întinsă pe o suprafață de 2,95 ha, integral pe uscat.

## Localizare
Centrul sitului Mäyränlammi este situat la coordonatele 60°54′35″N 24°50′07″E / 60.9097°N 24.8353°E.

## Înființare
Situl Mäyränlammi a fost declarat sit de importanță comunitară în iunie 2005 pentru a proteja 1 specie de plante. Situl a fost protejat și ca arie specială de conservare în aprilie 2015.

## Biodiversitate
Situată în ecoregiunea boreală, aria protejată conține 3 habitate naturale: Lacuri și iazuri distrofice naturale, Mlaștini turboase de tranziție și turbării mișcătoare, Mlaștini împădurite.
La baza desemnării sitului se află o specie protejată de  plante: Hamatocaulis lapponicus.